# 阿倫·迪沙哥夫
阿倫·伊利斯巴奴域·迪沙哥夫（發音：[ɐˈlan jɪlʲɪˈzbarəvʲɪdʑ dzɐˈgo(j)ɪf]；1990年6月17日—），俄羅斯足球員，現效力莫斯科中央陆军，司職攻擊中場。他屬於奧塞梯族，其父母由格魯吉亞移居別斯蘭。
2006年夏天，他加盟FC季米特洛夫格勒，並待在球會一個賽季，其後他轉投莫斯科中央陸軍。隨著他在俄超的首個賽季取得成功，當時僅18歲的他贏得俄超最佳年青球員。

## 早年
1990年6月17日，迪沙哥夫出生於北奧塞梯-阿蘭共和國城市別斯蘭。他早在小學二年級便已經開始踢足球，他與其兄長踢球是源於他們那位在2008年還能單腳挑球十次的母親的建議。
迪沙哥夫求學期間由於酷愛足球，所以未有專注學業，不過他的父母尊重他踢球的選擇。儘管，他在學校並沒有很勤力，但仍然有科目能引起他的興趣，例如歷史。
2000年，迪沙哥夫開始為青年球隊弗拉季高加索青年（"Юность" Владикавказ）效力。

## 球會生涯
FC季米特洛夫格勒
2006/07球季，年僅16歲的他成為俄乙球會季米特洛夫格勒的一員。他總共代表球會上陣37場賽事及攻入6球。 
莫斯科中央陸軍
2007年12月，他轉投俄超球會莫斯科中央陸軍。他在對海参崴光能的賽事中後備入替而首次代球會上陣。數場賽事後，他在主場對希姆基的賽事中正選上陣，並取得一個入球及交出兩個助攻。他是球會在2007/08球季於俄羅斯盃決賽中上陣的其中一位球員。2008年俄羅斯足球超級聯賽第13場賽事，迪沙哥夫交出3個助攻，協助球會以5-1的比分擊敗莫斯科斯巴達，此後他成為球隊的固定正選球員。他在聖彼德堡對辛尼特的賽事中，他攻入兩個入球，協助球隊以3-1的比分於客場擊敗對手，他本人則被評為賽事最佳球員。球季結束後，他獲得了俄超年度最佳年青球員。
2009年9月有傳聞皇家馬德里會在冬季轉會窗重開將他帶到西甲，但他本人卻希望轉投車路士。11月4日，他在2009/10賽季歐洲聯賽冠軍盃對曼聯的賽事中於一個幾近零角度的位置取得入球，最終雙方打和3-3。

## 國際賽生涯
2008年，他在俄超表現優異，因而有呼聲要求俄羅斯徵召他。最終，他被徵召出戰在2008年10月11日對德國的世界盃外圍賽賽事，他在半場時後備入替並首次代表俄羅斯隊上陣。迪沙哥夫在賽事快要結束時曾有一次射門卻中楣，俄羅斯隊最終亦不敵對手。賽後，他成為俄羅斯隊第二位最年輕國腳。（第一位是莫斯科中央陸軍門將阿金費耶夫），他於18歲零116日便代表俄羅斯隊上陣。

## 個人生活和性格
迪沙哥夫被認為非常謙虛且勤奮工作。他對球賽很有熱誠，並經常在場上奔跑，他亦常常鼓勵隊友努力，以爭取勝利，他這種性格在對德國的賽事中顯示出來，儘管他在賽事中表現不錯，俄羅斯隊卻以1-2的比分不敵對手（他入替時，俄羅斯隊已經以0-2的比分落後），他自己認為由於俄羅斯隊吃敗仗，所以他的處子戰很糟。
迪沙哥夫在童年時已很欽佩阿列克謝·艾杜連、法蘭·林柏特，以及後來成為莫斯科中央陸軍教練的瓦列里·加扎耶夫。他一直是弗拉季高加索阿拉尼亞的支持者，並嚮往在莫斯科中央陸軍踢球。俄羅斯以外，他最喜愛的球隊是車路士。
他的兄長杰拉·迪沙哥夫亦是一名足球員。

## 生涯數據
| 球會           | 球季 | 聯賽 | 聯賽 | 聯賽 | 盃賽 | 盃賽 | 盃賽 | 歐洲賽 | 歐洲賽 | 歐洲賽 | 合計 | 合計 | 合計 |
| 球會           | 球季 | 上陣 | 入球 | 助攻 | 上陣 | 入球 | 助攻 | 上陣   | 入球   | 助攻   | 上陣 | 入球 | 助攻 |
| -------------- | ---- | ---- | ---- | ---- | ---- | ---- | ---- | ------ | ------ | ------ | ---- | ---- | ---- |
| 莫斯科中央陸軍 | 2008 | 20   | 8    | 10   | 3    | 2    | 1    | 10     | 3      | 1      | 33   | 13   | 12   |
| 莫斯科中央陸軍 | 2009 | 18   | 5    | 7    | 2    | 0    | 0    | 6      | 2      | 2      | 26   | 7    | 9    |
| 莫斯科中央陸軍 | 合計 | 38   | 13   | 17   | 5    | 2    | 1    | 16     | 5      | 3      | 59   | 20   | 21   |

## 榮譽
球會
- 莫斯科中央陸軍
  - 俄罗斯杯：2007/08年、2008/09年；
  - 俄羅斯超級盃：2009年；

個人
- 俄超最佳年青球員：2008年；

## 備注
1. ↑  俄語羅馬化：Alan Yelizbarovich Dzagoyev

## 外部連結
- （英文）On Oct 23, 2008 IMScouting.com has selected Alan Dzagoyev as "Player to watch" （页面存档备份，存于）
- （英文）Statistics at the official PFC CSKA Moscow website
- （英文）Statistics at the RFPL website
- （俄文）迪沙哥夫的非官方網頁 （页面存档备份，存于）